# Challenger de San Benedetto
El torneo San Benedetto Tennis Cup previamente denominado Banca Dell'Adriatico Tennis Cup y Carisap Tennis Cup por razones de patrocinio, es un torneo de tenis de categoría Challenger que se disputa en la localidad italiana de San Benedetto del Tronto desde el año 2001, con interrupciones en el 2002 y del 2005 al 2007. Se juega en superficie de arcilla, también conocida como tierra batida.

## Palmarés

### Individuales
| Año         | Campeón              | Finalista               | Resultado       |
| ----------- | -------------------- | ----------------------- | --------------- |
| 2001        | Marzio Martelli      | Salvador Navarro        | 6–4, 6–2        |
| 2002        | No realizado         | No realizado            | No realizado    |
| 2003        | Stanislas Wawrinka   | Salvador Navarro        | 6–1, 4–6, 6–4   |
| 2004        | Daniele Bracciali    | Cristian Villagrán      | 7–6(3) 6–1      |
| 2005 – 2007 | No realizado         | No realizado            | No realizado    |
| 2008        | Máximo González      | Diego Junqueira         | 6–4, 7–6(5)     |
| 2009        | Fabio Fognini        | Cristian Villagrán      | 6-75, 7-62, 6-0 |
| 2010        | Carlos Berlocq       | Daniel Gimeno-Traver    | 6-3, 4-6, 6-4   |
| 2011        | Adrian Ungur         | Stefano Galvani         | 7-5, 6-2        |
| 2012        | Gianluca Naso        | Andreas Haider-Maurer   | 6-4, 7-5        |
| 2013        | Andrej Martin        | João Sousa              | 6-4, 6-3        |
| 2014        | Damir Džumhur        | Andreas Haider-Maurer   | 6-3, 6-3        |
| 2015        | Albert Ramos-Viñolas | Alessandro Giannessi    | 6-2, 6-4        |
| 2016        | Federico Gaio        | Constant Lestienne      | 6-2, 1-6, 6-3   |
| 2017        | Matteo Berrettini    | Laslo Djere             | 6-3, 6-4        |
| 2018        | Daniel Elahi Galán   | Sergio Gutiérrez Ferrol | 6-2, 3-6, 6-3   |
| 2019        |                      |                         |                 |

### Dobles
| Año         | Campeones                              | Finalistas                              | Resultado             |
| ----------- | -------------------------------------- | --------------------------------------- | --------------------- |
| 2001        | Leonardo Azzaro Stefano Galvani        | Stephen Huss Lee Pearson                | 3–6, 7–6(7), 6–4      |
| 2002        | No realizado                           | No realizado                            | No realizado          |
| 2003        | Todd Perry Thomas Shimada              | Daniele Giorgini Simone Vagnozzi        | 6–3, 6–4              |
| 2004        | Daniele Bracciali Giorgio Galimberti   | Andres Dellatorre Nicolas Todero        | 6–4, 7–5              |
| 2005 – 2007 | No realizado                           | No realizado                            | No realizado          |
| 2008        | Paolo Lorenzi Júlio Silva              | Cătălin Gârd Max Raditschnigg           | 6–3, 7–5              |
| 2009        | Stefano Ianni Cristian Villagrán       | Niels Desein Stéphane Robert            | 7–6(3), 1–6, 10–6     |
| 2010        | Thomas Fabbiano Gabriel Trujillo-Soler | Francesco Aldi Daniele Giorgini         | 7–6(4), 7–6(5)        |
| 2011        | Alessio di Mauro Alessandro Motti      | Daniele Giorgini Stefano Travaglia      | 7–6(7–5), 4–6, [10–7] |
| 2012        | Brydan Klein Dane Propoggia            | Stefano Ianni Gianluca Naso             | 3–6, 6–4, [12–10]     |
| 2013        | Pierre-Hugues Herbert Maxime Teixeira  | Alessandro Giannessi João Sousa         | 6-4, 6-3              |
| 2014        | Daniele Giorgini Potito Starace        | Hugo Dellien Sergio Galdós              | 6-3, 6-73, 10-5       |
| 2015        | Dino Marcan Antonio Šančić             | César Ramírez Miguel Ángel Reyes-Varela | 6-3, 6-710, [12-10]   |
| 2016        | Federico Gaio Stefano Napolitano       | Facundo Argüello Sergio Galdós          | 6–3, 6–4              |
| 2017        | Carlos Taberner Pol Toledo Bagué       | Flavio Cipolla Adrian Ungur             | 7-5, 6-4              |
| 2018        |                                        |                                         |                       |
| 2019        |                                        |                                         |                       |